# Крос, Себастьян
Себастья́н Дави́д Крос (фр. Sébastien David Cros; р. 25 января 1976, Обена) — французский шорт-трекист и тренер. Тренировал сборные Франции и Канады, в 2012—2016 годах возглавлял сборную России.

## Спортивные достижения
С 1992 по 1998 год входил в сборную Франции; серебряный призёр чемпионата Франции 1994.

## Тренерская карьера
В 2002—2007 годах тренировал сборную Франции по шорт-треку.
В 2007—2012 годах — тренер женской сборной Канады по шорт-треку. Под его руководством сборная завоевала 2 серебряные медали на Играх в Ванкувере 2010 года — на дистанции 500 м (Марианна Сен-Желе) и в эстафете.

### Тренер сборной России
После увольнения в октябре 2011 года корейских тренеров возглавить сборную России по шорт-треку был приглашён Себастьян Крос, который занял должность в мае 2012 года. Причины своего согласия он объяснил так:

Работу с женской сборной Канады не стал продолжать, потому что у меня возникло чувство завершённости. Я сделал то, что должен был сделать. … Почему именно Россия, а не другая страна? Здесь мне предоставили условия, которые меня устроили. Кроме того, здесь возник проект-план, который я искал. Но решение было принять сложно, потому что в Канаде я работал только с женской сборной.
— интервью газете «Спорт-Экспресс», декабрь 2012 года
Под руководством Кроса:
- В 2013 году мужская сборная России впервые в истории стала чемпионом Европы и серебряным призёром чемпионата мира в эстафете.
- В 2014 году на Играх в Сочи сборная России завоевала 3 золотые, 1 серебряную и 1 бронзовую медали: Виктор Ан выиграл 500 м и 1000 м и завоевал «бронзу» на 1500 м, Владимир Григорьев завоевал «серебро» на 1000 м, сборная выиграла эстафету.
- В 2015 году женская сборная России в эстафете стала чемпионом Европы, а в 2016 году — впервые в истории призёром чемпионата мира.

16 апреля 2014 года было объявлено, что достигнута договорённость о новом контракте с Себастьяном Кросом сроком на 4 года. В марте 2016 года контракт с Кросом был расторгнут; причинами этого называются финансовые сложности Союза конькобежцев России и желание СКР видеть на этом посту российского тренера.

## Личная жизнь
В настоящее время живёт в Москве. Имеет дочь (2007 г. р.), проживающую в Канаде.

## Награды
- Орден Дружбы (22 марта 2014, Россия) — за большой вклад в развитие международного олимпийского и паралимпийского движения и заслуги в подготовке российских спортсменов[7].